# 블랙 브레드
블랙 브레드(Pa Negre, Black Bread)는 프랑스에서 제작된 아구스티 빌라롱가 감독의 2010년 드라마 영화이다. 세르지 로페즈 등이 주연으로 출연하였다.

## 출연

### 주연
- 세르지 로페즈
- 마리나 게이텔

### 조연
- 노라 나바스
- 에두아르드 페르난데즈
- 라이라 마룰
- 로저 카사마조
- 펩 토사
- 지저스 라모스
- 마리나 코마스
- 프란세스크 콜로머

## 제작진
- 각색: 아구스티 빌라롱가
- 프로듀서: 알레이스 카스텔론
- 음향: 다니 폰트로도나
- 미술: 아나 알바르곤잘레즈
- 분장: 알마 카살
- 헤어: 안토니 맨시니
- 의상: 메르세 팔로마
- 세트: 애너 푸졸 톨레르
- 배역: 펩 아르멘골